# Jean-Baptiste d'Huez
Jean-Baptiste-Cyprien d’Huez, né le 11 mars 1729 à Arras, mort le 27 octobre 1793 à Paris, est un sculpteur français.

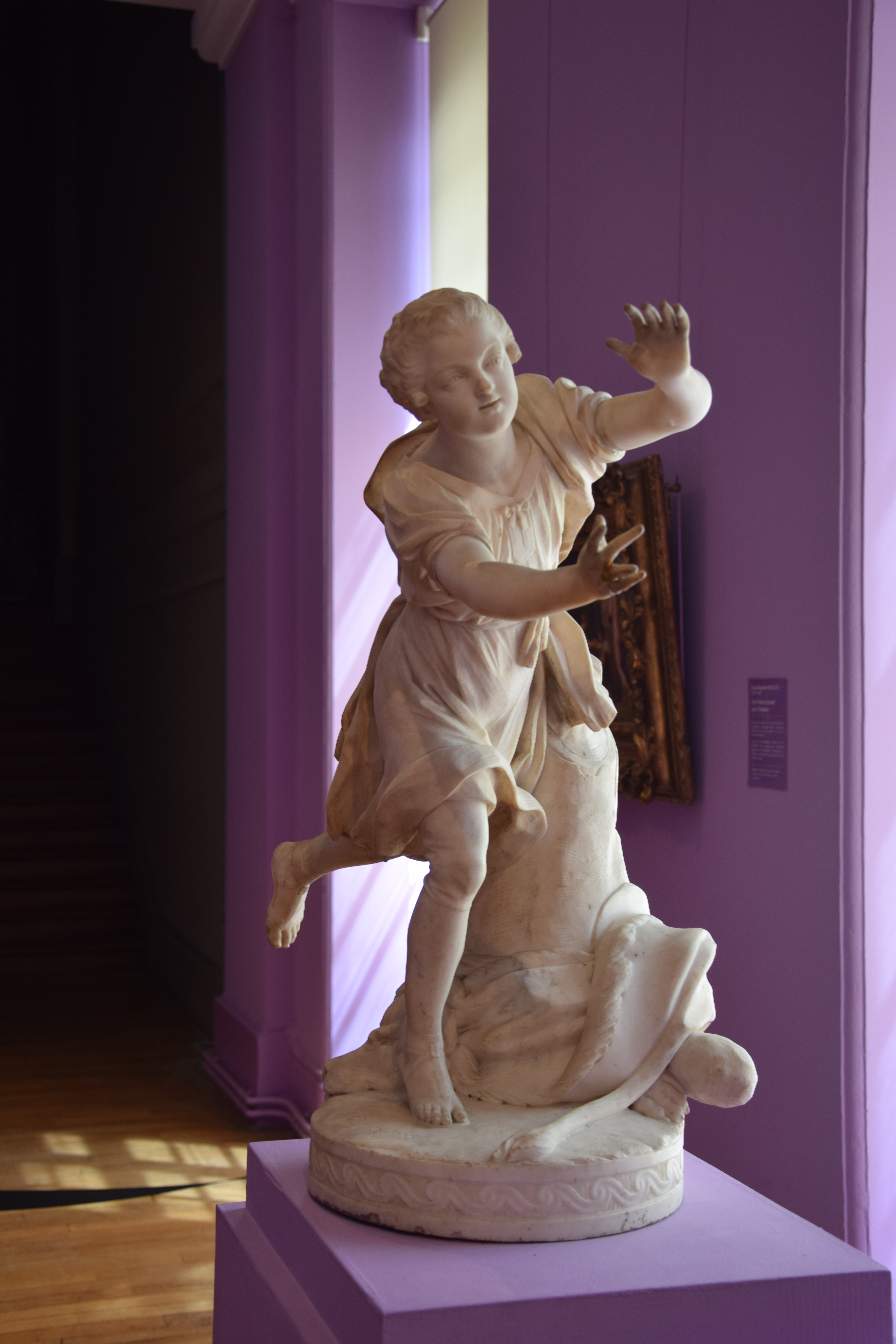
Enfant courant au musée des beaux-arts d'Arras.

Élève de Jean-Baptiste Lemoyne, d'Huez remporte le premier prix de sculpture en 1753 avec David livre aux Gabaonites les enfants de Saûl.
Reçu à l’Académie royale de peinture et de sculpture le 30 juillet 1763, il y enseigne la sculpture.